# Nazgûl

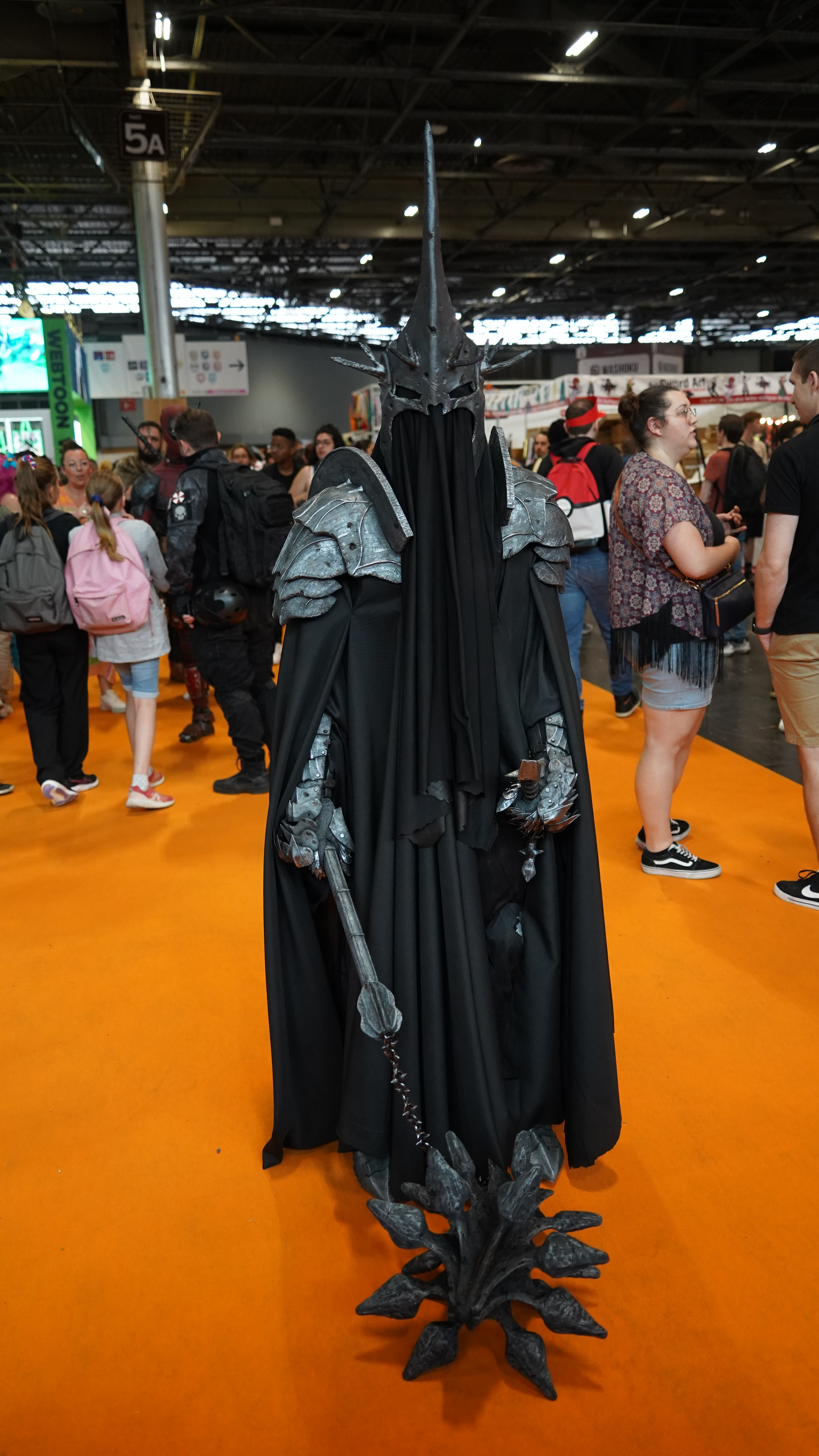
Représentation d'un Nazgûl à JapanExpo.

Les Nazgûl, aussi appelés Spectres de l'anneau, Cavaliers noirs, les neuf Cavaliers, ou simplement les Neuf sont des personnages du légendaire (legendarium) de l'écrivain J. R. R. Tolkien, apparaissant dans le Seigneur des anneaux.
Au nombre de neuf, les Nazgûl apparaissent sous la forme de spectres revêtus de grands manteaux noirs, montés sur des chevaux (les Cavaliers noirs), puis sur des créatures ailées. Ce sont des hommes, anciens rois et hauts seigneurs, corrompus par le port d'Anneaux de Pouvoir donnés par Sauron, le Seigneur des ténèbres, dont ils sont devenus les serviteurs les plus terrifiants ; la peur qu'ils inspirent est leur meilleure arme.
Apparus au cours du Deuxième Âge de la Terre du Milieu (vers 2250), les Nazgûl sont dispersés mais non détruits lors de la défaite de Sauron face à la Dernière Alliance des Elfes et des Hommes. Ils réapparaissent au Troisième Âge, conduisant la guerre menée par le royaume d'Angmar contre les royaumes des Dúnedain du Nord, qui cèdent l'un après l'autre, puis face au siège et à la chute de Minas Ithil.
Au cours de la Guerre de l'Anneau, Sauron les utilise d'abord pour chercher l'Anneau, puis comme capitaines et soutiens de ses armées. Leur chef, le Roi-Sorcier d'Angmar est détruit lors de la bataille des Champs du Pelennor, les autres ensuite lors de la destruction de l'Anneau par Frodon.
Les personnages sont présents dans de nombreuses adaptations, dont certaines ajoutent des noms ou des caractéristiques absentes dans l'œuvre de Tolkien.

## Étymologie
Nazgûl est un nom invariable en noir parler qui signifie « spectre de l'anneau », de nazg « anneau » et gûl « spectre » — wraith dans le texte original. En quenya, ils sont appelés Úlairi.
Seuls deux Nazgûl sont nommés individuellement dans les textes de Tolkien : leur chef, le Roi-Sorcier d'Angmar, et son second, Khamûl, « l'Ombre de l'Orient ». Les autres Nazgûl ont reçu divers noms dans certaines adaptations ludiques de la Terre du Milieu. Existe également l'hypothèse que Gothmog, le lieutenant de Morgul intervenant lors de la Bataille des Champs du Pelennor et dont la nature n'est pas explicitée par Tolkien, soit un Nazgûl, bien que transformé en commandeur orc du Mordor, dans l’adaptation de Peter Jackson.

## Histoire interne

### Pendant le Deuxième Âge
À l'origine, les Nazgûl étaient neuf hommes ayant chacun reçu un Anneau de pouvoir au cours du Deuxième Âge. Leurs Anneaux leur permirent de devenir de puissants personnages, mais peu à peu, ils tombèrent sous le joug de Sauron et de l'Anneau unique.

« Un par un, l'un après l'autre, selon leur force première et le bien ou le mal qui les avaient poussés au départ, ils devenaient esclaves de l'anneau qu'ils portaient et tombaient sous l'empire de l'Unique, celui de Sauron. »

— Citation de Gandalf, dans Le Seigneur des anneaux : La Communauté de l'anneau.
Trois d'entre eux étaient de façon certaine des seigneurs issus du peuple de Númenor, dont leur chef, le Roi-Sorcier d'Angmar. Les autres étaient soit des seigneurs, soit des sorciers, soit de valeureux guerriers. Leur première apparition a lieu aux alentours de l'an 2250 du Deuxième Âge. Ils furent dispersés après la première défaite de Sauron en 3434 D. A. par la Dernière Alliance des Elfes et des Hommes, mais leur survie fut néanmoins assurée par l'Anneau unique, qui ne fut pas détruit.

### Pendant le Troisième Âge
Les Sages crurent que les Nazgûl avaient disparu avec leur maître, ce qui était loin d'être le cas. Dès l'an 1300 du Troisième Âge, leur chef réapparut et fonda, au nord de l'Eriador, le royaume d'Angmar, qui n'avait d'autre but que la destruction des Dúnedain du Nord, dont le dernier royaume subsistant, l'Arthedain, fut anéanti en 1974 T. A.. Dès l'année suivante, le Roi-Sorcier fut vaincu par les armées du Gondor et de Círdan lors de la bataille de Fornost, et il s'en retourna au Mordor, où la puissance de Sauron ne cessait de croître. En 2000 T. A., les neuf Nazgûl assiégèrent Minas Ithil et s'en emparèrent après un siège de deux ans. L'ancienne ville gondorienne devint la résidence principale des Nazgûl, une cité terrifiante qui fut rebaptisée Minas Morgul.

#### Lors de la Guerre de l'Anneau

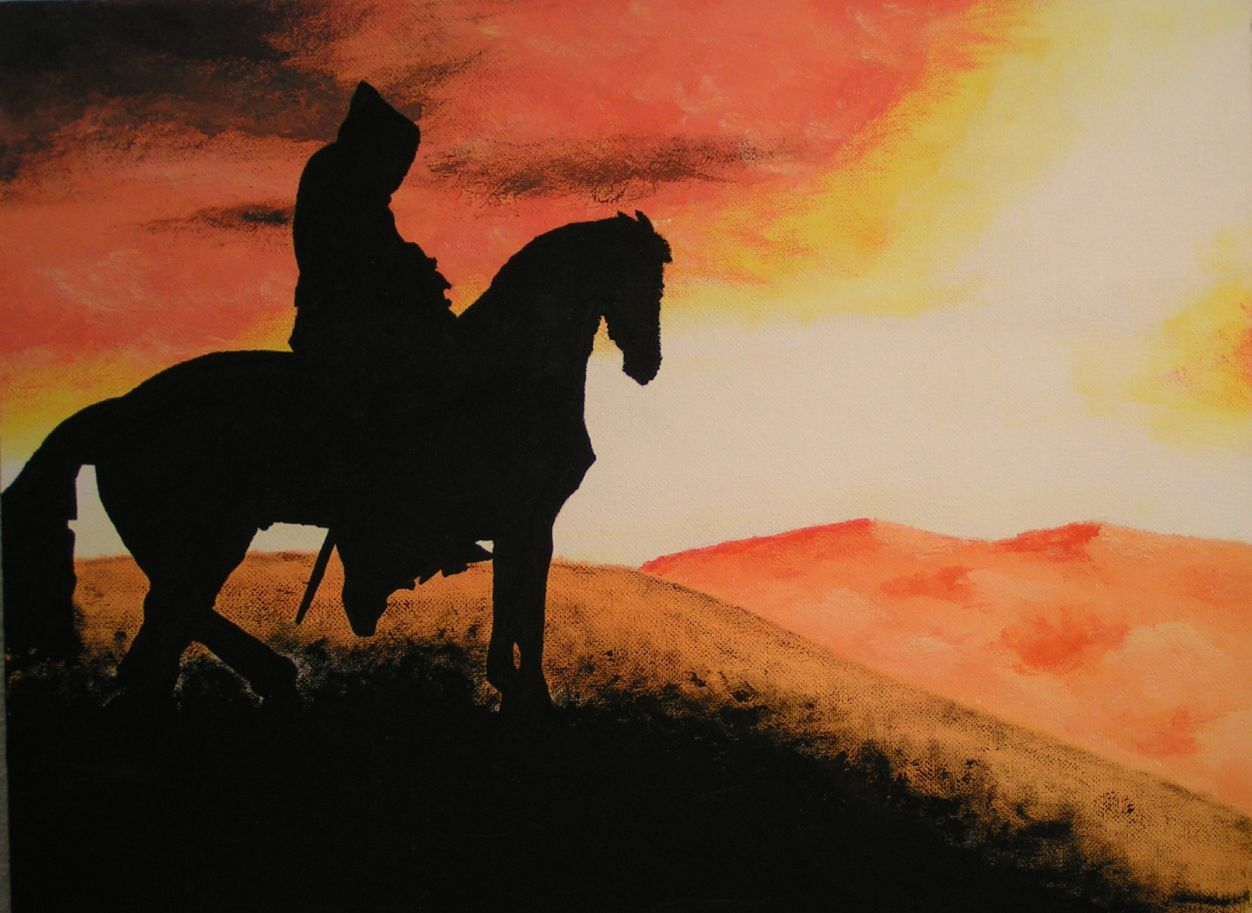
Représentation d'un Cavalier noir.

En 3017 T. A., peu après le début de l'histoire racontée dans Le Seigneur des anneaux, Sauron les envoya à la recherche de l'Unique. Guidés par les renseignements extorqués à Gollum, les Cavaliers Noirs entrèrent dans la Comté le 23 septembre 3018, le jour même où Frodon Sacquet, le porteur de l'Anneau, quittait Cul-de-Sac. Le 6 octobre, leur chef blessa Frodon au mont Venteux, mais ils furent repoussés par Aragorn et, le 20 octobre, leurs montures furent détruites par la crue de la Bruinen déclenchée par Elrond (dans le roman ; par Arwen dans la version filmée de Peter Jackson), seigneur d'Imladris. Ils réapparurent peu après, montés cette fois sur de monstrueuses créatures ailées, et participèrent activement à la Guerre de l'Anneau, démoralisant les défenseurs du Gondor par leurs terrifiants cris. Ils participèrent à la bataille des Champs du Pelennor, où leur chef fut tué par Éowyn, puis furent détruits lorsque l'Unique tomba dans le brasier de la Montagne du Destin, le 25 mars 3019 T. A. :

« Et au cœur de la tempête, avec un cri qui perçait tous autres sons, déchirant les nuages, jaillirent les Nazgûl, tels des traits enflammés, comme, pris dans la ruine embrasée de la montagne et du ciel, ils craquetaient, se desséchaient et s'éteignaient. »

— Le Seigneur des anneaux : Le Retour du roi, livre VI, chapitre 3.

## Khamûl

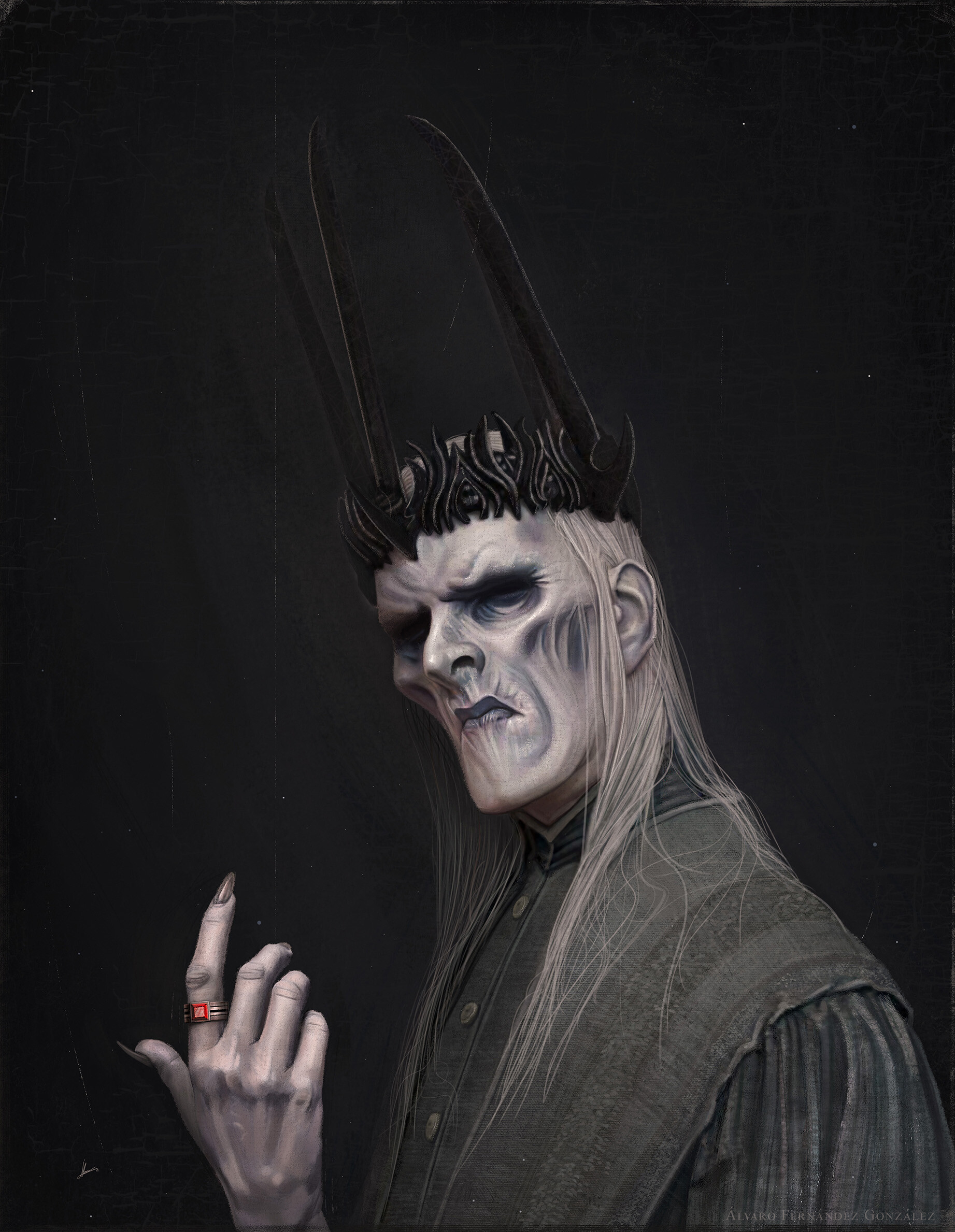
Représentation non-officielle du Roi-Sorcier (Álvaro Fernández G).

Il est possible que Khamûl ait été un Oriental. Comme les autres Spectres de l’Anneau, il était l’un des neuf Hommes à qui Sauron a donné l’un des Anneaux de Pouvoir, qui sont devenus de puissants rois, sorciers ou guerriers, et ont finalement disparu dans un spectre qui était sous la domination de Sauron. Par S.A. 2251 Lui et les huit autres Hommes qui avaient reçu des anneaux de pouvoir apparurent d’abord en tant que Spectres de l’Anneau.
Après le Roi-Sorcier, Khamûl avait la meilleure capacité à percevoir la présence de l’Anneau Unique, mais son pouvoir était le plus confus et diminué par la lumière du jour.
Dans le T.A. En 2951, Sauron se déclara ouvertement à ses ennemis et envoya Khamûl et deux autres Spectres de l’Anneau à Dol Guldur, le premier prenant le commandement.
Vers le 22 juillet, T.A. En 3018, Khamûl et un autre Spectre de l’Anneau qui vivait à Dol Guldur rencontrèrent le Roi-Sorcier et six autres Spectres de l’Anneau qui vivaient à Minas Morgul dans le Champ du Celebrant. Les Spectres de l’Anneau de Dol Guldur informèrent leurs compagnons Spectres de l’Anneau de Minas Morgul que Gollum s’était échappé et avait disparu. Khamûl leur dit aussi que les villages des Fortauds au bord de la rivière aux Iris étaient déserts depuis longtemps et qu’il n’avait pas été possible de trouver une habitation de Hobbits dans les vallées d’Anduin.
Dans la soirée du 23 septembre, Khamûl arriva à Hobbitebourg et demanda à Hamfast Gamgie ce qu’il pensait de « Sacquet ». Hamfast Gamgie l’a induit en erreur en lui disant que Frodon Sacquet était déjà parti et il chevaucha vers l’est. Le 24 septembre, il chevaucha sur la route de Stock et dépassa Frodon et s’arrêta. parce qu’il a senti l’Anneau, mais il n’était pas certain à cause de la lumière du jour et il est reparti et a attendu jusqu’à la nuit. Après le coucher du soleil, il sentit à nouveau l’anneau et poursuivit Frodon. Il n’osa pas attaquer et battit en retraite, parce qu’il était intimidé par les Elfes et par la chanson sur Elbereth. Il ne pouvait pas sentir clairement l’anneau tant que Frodon était entouré par les elfes.
Après le départ des Elfes, Khamûl continua à poursuivre Frodon, mais ne le trouva pas et appela les autres Spectres de l’Anneau de Dol Guldur avec des cris. Lui et un autre Spectre de l’Anneau de Dol Guldur sont allés à l’est à travers les champs et Khamûl a rendu visite au fermier Maggote. Après avoir quitté le fermier Maggote, il envoya son compagnon prendre la chaussée en direction des marais d'Outre-Comté et il se dirigea vers le nord en direction du pont Brandevin. Khamûl arriva alors trop tard au ferry de Fertébouc dans la nuit du 25 septembre.
Après que Frodon fut parti sur le ferry, Khamûl convoqua les quatre autres Spectres de l’Anneau qui étaient entrés dans la Comté avec lui. Il ordonna à l’un d’entre eux de surveiller le pont Brandevin et en envoya deux pour chevaucher vers l’est sur la route de l’Est et informer le Roi-Sorcier que l’anneau s’était déplacé vers l’est. Khamûl et un autre Spectre de l’Anneau de Dol Guldur entrèrent dans Pays de Bouc en secret par la porte nord. Ils fouillèrent le Pays de Bouc et arrivèrent à Creux-le-Cricq dans la nuit du 28 septembre. Khâmul envoya les autres Spectres de l’Anneau de Dol Guldur pour récupérer le Spectre de l’Anneau qui gardait le Pont Brandevin et les chevaux qu’ils avaient laissés derrière eux et attendaient. Les trois Spectres de l’Anneau surveillent ensuite Creux-le-Cricq toute la nuit jusqu’au lendemain matin.
Il était également l’un des six Spectres de l’Anneau, dirigés par le Roi-Sorcier, qui suivirent Gandalf sur Gripoil et l’attaquèrent le 3 octobre pendant la nuit de nuit sur Amon Sul. mais ils furent repoussés après un violent combat aux premières heures du 4 octobre, lorsque Frodon et Aragorn virent les lumières de cette bataille depuis leur camp. Le Roi-Sorcier et Khamûl restèrent en arrière pour surveiller Amon Sul (en attendant l’arrivée du Porteur de l’Anneau) pendant deux jours par la suite, avec deux autres Spectres de l’Anneau et envoyèrent quatre Spectres de l’Anneau à la poursuite de Gandalf.
Khamûl et deux autres Spectres de l’Anneau étaient sur le pont sur le Fontgrise le 11 octobre, mais quand Glorfindel s’approcha d’eux, ils se retirèrent et furent poursuivis par Glorfindel jusqu’à ce qu’ils quittent la route et se dispersent. Cependant, le 14 octobre, Khamûl, le Roi-Sorcier et trois autres Spectres de l’Anneau se rassemblèrent à nouveau et continuèrent leur poursuite.
Le 20 octobre, il faisait partie des Spectres de l’Anneau qui rattrapèrent Frodon et ses compagnons et osèrent utiliser le gué pour chevaucher dans la rivière Sonoronne afin de poursuivre Frodon qui avait déjà traversé la rivière, mais ils ont été emportés par l’inondation qui a été appelé par Elrond.
À partir du 20 mars, Khamûl et les sept autres Spectres de l’Anneau restants volaient sur leurs bêtes Fell au-dessus de l’Armée de l’Ouest, observant ses mouvements alors qu’elle marchait vers la Porte Noire.
Le 25 mars, Khamûl et les sept autres Spectres de l’Anneau volaient sur leurs montures ailées au-dessus de l’Armée de l’Ouest pendant la Bataille du Morannon. Lorsque Frodon mit l’anneau aux Crevasses du Destin dans la Montagne du Destin, Sauron se rendit compte du danger et ordonna à Khâmul et aux autres Spectres de l’Anneau de courir vers la Montagne du Destin. Khamûl a probablement péri avec le reste des Spectres de l’Anneau lorsqu’ils se sont envolés sur leurs bêtes déchues vers la Montagne du Destin et ont été pris dans l’éruption ardente de la Montagne du Destin qui a eu lieu après la destruction de l’Anneau Unique, parce qu’ils « ont craqué, flétri et sont sortis ».

## Adaptations
Le fait que les identités de sept des Nazgûl ne soient pas données dans les écrits de Tolkien permet aux créateurs d'œuvres qui viennent étendre l'univers, comme des films, séries et jeux vidéo, d'imaginer et de donner des identités à ceux-ci. Cependant ces éléments ne peuvent pas être considérés comme canoniques par rapport aux écrits de Tolkien, et donc certains de ces supports peuvent se contredire entre eux en donnant plusieurs identités différentes pour un même Nazgûl.
- Dans le film Le Seigneur des anneaux : La Communauté de l'anneau, 2001, de Peter Jackson, on peut voir dans la scène d'introduction les neuf Nazgûl sous leur apparence humaine, arborant leurs anneaux, avant qu'ils ne deviennent des spectres. Cependant, les identités des sept anonymes ne sont pas données, on sait juste par Aragorn, que les neuf étaient "autrefois des hommes, de grands rois".

- Dans le jeu vidéo Le Seigneur des anneaux : La Bataille pour la Terre du Milieu II - L'Avènement du Roi-Sorcier, 2006, il est cité au moins 2 noms de Nazgûl : 
  - Le Roi-Sorcier d'Angmar lui-même ;
  - Morgomir, le bras droit du Roi-Sorcier, Nazgûl et lieutenant de Carn Dûm, il serait un des trois Nazgûl à être d'anciens rois númenóréens et il est le commandant des Númenóréens Noirs d'Angmar. Le design est similaire à celui des films de Peter Jackson : il est encapuchonné et masqué lorsqu’il travaille pour la faction du Mordor, et blanc et fantomatique lorsqu’il se bat pour Angmar.

2 autres personnages héros d'Angmar apparaissant dans ce jeu pourraient éventuellement être des Nazgûl ou futurs Nazgûl, bien que ce ne soit pas ouvertement dit : 
- Hwaldar, qui était le chef de nombreuses tribus d'Hommes des collines, opposés aux Dúnedain de Rhudaur, l’un des trois anciens royaumes d’Arnor. Comme Rhudaur était secrètement de connivence avec le Roi-Sorcier d’Angmar, Hwaldar ouvrit la voie à l’invasion d’Angmar, dans l’intention de s'échapper car il avait été capturé par les soldats d’Arthedain qui l'avaient fait prisonnier. Il portait le surnom de « Brigand ». La deuxième mission du jeu consiste à le libérer avec les forces d'Angmar qui l'utilisent comme allié avec ses troupes pour la conquête de Rudhaur ;
- Carthaen, rescapé de la première bataille du Haut des Galgals où a péri le dernier roi de Cardolan, Carthaen se joint à l'armée d'Arthedain qui reprend cette région symbolique. Il y affronte le Nazgûl Morgomir qui le vainc une première fois, puis acculé, est frappé à mort par lui. Son corps est détruit mais son âme renaît à travers le spectre Karsh, vassal du Roi-Sorcier d'Angmar. Son esprit est apaisé par Elrond et Eänur, après la défaite du Roi-Sorcier d'Angmar, mais il continue d'errer dans les terres glaciales d'Angmar. Pendant la Guerre de l'Anneau, le Roi-Sorcier aurait fait appel à lui pour poursuivre plusieurs Hobbits, possibles détenteurs de l'Anneau unique.

- Dans le jeu vidéo La Terre du Milieu : L'Ombre de la guerre, 2017, il est cité 4 noms de Nazgûl : 
  - Suladàn l'immortel, général puis roi du Harad, chargé d'arrêter Sauron, tombé sous son emprise lorsque ce dernier lui offre l'un des Neuf Anneaux de Pouvoir ;
  - Helm[13], roi de la Marche ;
  - Isildur, roi d'Arnor et roi du Gondor ;
  - Talion[14], le héros du jeu, ancien Rôdeur du Gondor et gardien de la Porte Noire du Mordor, qui finit par succomber à l'appel de l'Anneau et succède à un autre spectre qu'il vainc, cela démontre ainsi que les neuf originels ne sont pas forcément les mêmes que ceux que l'on suit au moment de la Guerre de l'Anneau, un autre pouvant prendre la place d'un précédent Nazgûl s'il le vainc, succombe à l'Anneau unique, ou lui prend son anneau de pouvoir.

- Membres notables (apocryphes) parmi les figurines Games Workshop :
  - Le Roi-sorcier d'Angmar
  - Khamûl l'Oriental
  - L'Immortel
  - L'Impur
  - Le Traître
  - Le Seigneur des Ombres
  - Le Sénéchal Noir
  - Le Chevalier d'Umbar
  - Le Dwimmerlaik

- Dans la série Le Seigneur des anneaux : Les Anneaux de pouvoir, 2022, de Juan Antonio Bayona, qui traitera de la forge des Anneaux de pouvoir au Deuxième Âge, il est possible que les identités de futurs Nazgûl soit dévoilée à travers plusieurs hommes recevant ceux-ci.
- Au cours des années 80 et 90, l'éditeur ICE, pour son jeu de role MERP et son jeu de cartes à collectionner, avait déjà proposé des identités pour les 7 Nazgûl anonymes.